# 彼得一世岛
彼得一世岛（俄语：Остров Петра I）是一座無人居住的火山島岛屿，位于南太平洋的别林斯高晋海内，距南极洲边缘450公里。挪威对此有主权要求，但根据南极条约，此要求已被冻结。该岛面积154平方公里，島內最高峰拉斯克里斯滕森峰為1640公尺，屬於极端突出类山峰。島嶼表面幾乎都被冰川覆蓋，一年中大部分時間都被因为冰塊包圍而無法進入。除了一些海鸟和海豹之外，島上很少有脊椎動物。
1821年1月21日，俄国探险家别林斯高晋发现了该岛，并以俄国沙皇彼得一世之名为其命名。1929年2月2日，挪威探险家奥拉·奥尔斯塔德（Ola Olstad）首次登上该岛。

## 歷史

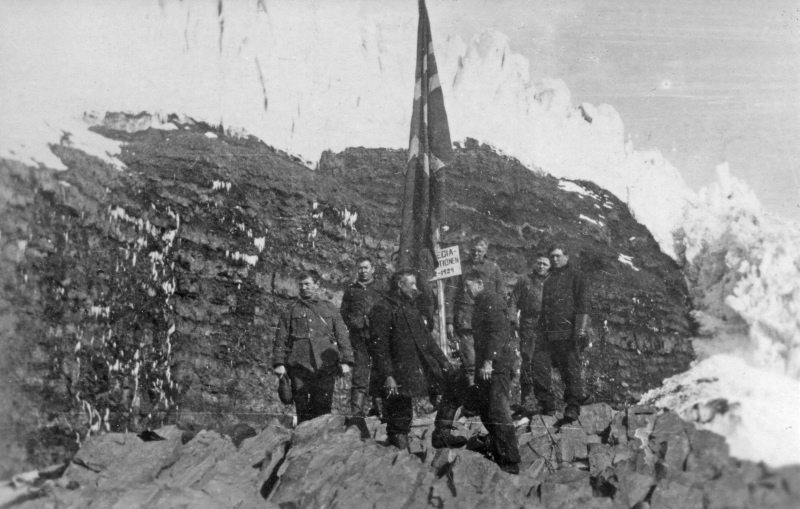
彼得一世島首次登陸於1929年

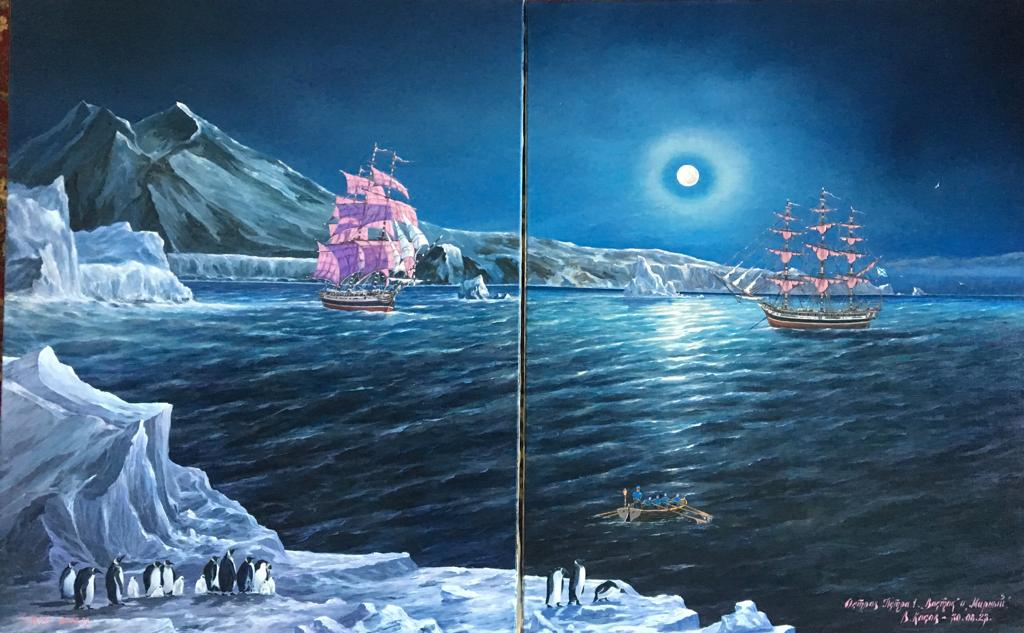
弗拉基米尔·科索夫。 俄罗斯首次南极探险。 沃斯托克和米尔尼。 彼得一世岛 1821 年 1 月 11 日

彼得一世島由別林斯高晉所率領的探險隊首次发现於1821年10月21日，他指揮俄羅斯國旗下的沃斯托克號（Vostok）和米爾尼號（Mirny）。海上浮冰使得別林斯高晉的探險隊無法进入島嶼25公里的范围內。這是在南極圈以南第一塊被發現的土地，因此也是發現時最南端的土地。
1926年和1927年，挪威水手Eyvind Tofte勘測了該島。然而，他也未能登陸。挪威捕鯨船船主Lars Christensen為了研究该岛和帮挪威奪取土地，資助了多次南極探險。1929年2月2日挪威探險家奧拉·奧爾斯塔德（Ola Olstad）的探險隊首次登上該島，並聲稱該島主權屬於挪威。1931年3月6日，挪威皇家公告宣布該島主權屬於挪威，並於1933年3月23日宣布該島為挪威屬地。
1987年，挪威極地研究所派出五名科學家在島上度過了十一天。主要任务是航空攝影和地形測量，以製作出準確的島嶼地圖和考察海洋生物，另外还進行了地質、生物等調查。團隊在当地還建造了一個自動氣象站。

## 地理
彼得一世島是一座火山島，距南極洲大陸的埃爾斯沃思地海岸450公里，距南設得蘭群島最近的史密斯島西南約1,400公里。它的面積是154平方公里。該島幾乎完全被冰川覆蓋，大約95%的表面被冰覆蓋。
島嶼周圍是40米高的冰面和垂直懸崖。長長的冰蓋補充了岩石露頭。彼得一世島只有三個登陸點，而且只能在每年島上沒有被浮冰包圍的短暫時間裡登陸。這些登陸位於在因格里德角的西側，該半島將諾韋吉亞灣和桑德港灣分開。海角上有一些狹長的海灘，適合登陸。諾韋吉亞灣的海灘只有4米寬，可通過天然拱門 Tsarporten 進入。岛屿西側是高原，而南北海岸为冰架。其中東側最为陡峭，有兩根平頂海中的岩柱。
該島是一座盾狀火山，但火山是否仍然活躍尚未确定。拉斯克里斯滕森峰海拔1,640 米，以拉爾斯·克里斯滕森的名字命名。這座火山是否已經活躍同样不得而知。

## 環境
島上的植被完全由適應南極極端氣候的苔蘚和地衣組成。該島氣候非常惡劣，常有大風，溫度低于冰点。穩定的降雪使植被保持在最低限度。該島是黃蹼洋海燕和南極燕鷗等海鳥的繁殖地。